# Avenida Nicolás Arriola
La avenida Nicolás Arriola es una de las principales avenidas de la ciudad de Lima, capital del Perú. Se extiende de suroeste a este, en los distritos de La Victoria y San Luis. 

## Historia
Fue nombrada en honor al militar argentino, José Nicolás Arriola, que luchó en la independencia de Maynas.

## Recorrido

### Distrito de La Victoria
Se inicia en la avenida Javier Prado Este, en la urbanización Santa Catalina del distrito de La Victoria. Más adelante, en su intersección con la avenida Aviación, en la urbanización Tradiciones Peruanas, se ubica cerca la estación Arriola de la línea 1 del Metro de Lima y Callao.

### Distrito de La Victoria / Distrito de San Luis
Al pasar el cruce con la avenida Aviación, la vía entra en los límites de los distritos de La Victoria y San Luis, donde pasa por las urbanizaciones de Apolo y Fortis de La Victoria, y las urbanizaciones Lincoln, Los Reyes y Mariscal Ramón Castilla de San Luis. Asimismo, en este tramo, la avenida se encuentra desatendida, ya que posee una escasez en limpieza pública y áreas verdes. Posteriormente, del lado del distrito de La Victoria, se ubica el Mercado Mayorista de Frutas,  

### Distrito de San Luis
En la intersección con la avenida Circunvalación, la vía se adentra totalmente en el distrito de San Luis. Cerca al cruce con la avenida Nicolás Ayllón, se ubica la Clínica San Juan de Dios. Además, en este punto, se ubicará la futura estación San Juan de Dios de la línea 2 del Metro de Lima y Callao.
La vía desemboca en la intersección con la avenida Nicolás Ayllón, donde se eleva un paso a desnivel.